# Mikkel Bjerg
Mikkel Bjerg (Kopenhagen, 3 november 1998) is een Deens wielrenner die anno 2022 rijdt voor  UAE Team Emirates.

## Carrière
In april 2016 werd Bjerg zesde in de E3 Harelbeke voor junioren, in dezelfde tijd als de Belgische winnaar Jasper Philipsen. Twee maanden later won hij het nationale kampioenschap tijdrijden voor junioren door het 27,8 kilometer lange parcours in en rond Vordingborg sneller af te leggen dan Frederik Madsen en Morten Hulgaard. In juli won hij de laatste etappe van de Ronde van Abitibi, waardoor hij naar de tweede plaats in het eindklassement klom. In augustus nam hij met een Deense wielerclub deel aan de Aubel-Thimister-La Gleize, waar hij met zijn ploeggenoten de ploegentijdrit won. Door die overwinning steeg Bjerg naar de derde plaats in het algemeen klassement. Later die dag nam hij, door elfde te worden in deel B van de derde etappe, de leiderstrui over van Julius Johansen. In de laatste etappe wist hij zijn leidende met succes te verdedigen, waardoor hij de Belgische etappekoers op zijn naam schreef. In de tijdrit op het wereldkampioenschap moest hij 35 seconden toegeven op Brandon McNulty: Bjerg werd tweede. Drie dagen later reed hij de wegwedstrijd, die werd gewonnen door zijn teamgenoot Jakob Egholm, niet uit.
In april 2017 werd Bjerg achtste in de GP Viborg, waar hij 26 seconden na winnaar Kasper Asgreen over de finish kwam. Twee weken later werd hij achter diezelfde Asgreen tweede op het nationale kampioenschap tijdrijden voor beloften. Ook op het Europese kampioenschap was enkel Asgreen sneller. Op het wereldkampioenschap was Bjerg wel de snelste: Brandon McNulty, die hem een jaar eerder nog versloeg in de tijdrit voor junioren, werd met een achterstand van meer dan een minuut tweede. Door zijn overwinning werd de toen 18-jarige Bjerg de jongste beloftenwereldkampioen tijdrijden ooit. Een week later werd hij, samen met Mathias Norsgaard, tweede in de Duo Normand. In oktober verbrak Bjerg op de wielerbaan van Odense het 43 jaar oude Deens uurrecord van Ole Ritter, die toen tot 48,879 kilometer kwam. Bjerg reed 52,311 kilometer, waarmee hij iets meer dan twee kilometer onder het wereldrecord van Bradley Wiggins uitkwam. In de Chrono des Nations eindigde hij, achter Martin Toft Madsen, als tweede. Diezelfde Madsen verbrak in januari 2018 het Deens uurrecord, dat sinds drie maanden in Bjergs handen was.
In 2018 maakte Bjerg de overstap naar Hagens Berman Axeon. Zijn debuut voor die ploeg maakte hij in de Dorpenomloop Rucphen, waarin hij ten aanval trok en de sprint-à-deux won van Rune Herregodts. Datzelfde jaar won hij voor de tweede maal het WK tijdrijden bij de beloften, voor de Belg Brent Van Moer. In 2019 herhaalde hij dit kunstje en won hij tevens het eindklassement van Le Triptyque des Monts et Châteaux.
Per het seizoen van 2020 maakte Bjerg de overstap naar UAE Team Emirates en begon zich meer te focussen op de meerdaagse wedstrijden. In de Ronde van Italië kwam hij in twee etappes als derde over de eindstreep. In 2023 behaalde hij zijn eerste profoverwinning, hij won de vierde etappe in de Critérium du Dauphiné. Dit was een tijdrit van iets meer dan dertig kilometer tussen Cours en Belmont-de-la-Loire waarin hij landgenoot Jonas Vingegaard versloeg met een verschil van 12 seconden.

## Overwinningen
2016
 Deens kampioen tijdrijden, Junioren
7e etappe Ronde van Abitibi
2e etappe deel A Aubel-Thimister-La Gleize (ploegentijdrit)
2017
 Wereldkampioen tijdrijden, Beloften
2018
Dorpenomloop Rucphen
 Wereldkampioen tijdrijden, Beloften
2019
Eindklassement Triptyque des Monts et Châteaux
Hafjell GP (individuele tijdrit)
Chrono Champenois (individuele tijdrit)
 Wereldkampioen tijdrijden, Beloften
2023
4e etappe Critérium du Dauphiné (individuele tijdrit)

### Resultaten in voornaamste wedstrijden
| Jaar | Ronde van Italië | Ronde van Frankrijk | Ronde van Spanje |
| ---- | ---------------- | ------------------- | ---------------- |
| 2020 | 97e              |                     |                  |
| 2021 |                  | 110e                |                  |
| 2022 |                  | 124e                |                  |
| 2023 |                  | 123e                |                  |
| 2024 | 108e             |                     |                  |
| 2025 |                  |                     |                  |

| Jaar | Gent-Wevelgem | Ronde van Vlaanderen | Parijs-Roubaix | Amstel Gold Race | E3 Saxo Classic |  | WK op de weg |
| ---- | ------------- | -------------------- | -------------- | ---------------- | --------------- |  | ------------ |
| 2020 |               |                      |                |                  |                 |  |              |
| 2021 |               | opgave               | 78e            | 79e              | 33e             |  | opgave       |
| 2022 |               |                      |                |                  | 43e             |  | 92e          |
| 2023 | 6e            | 15e                  | 40e            |                  | 37e             |  | opgave       |
| 2024 | 19e           | 4e                   | 51e            |                  | 30e             |  |              |
| 2025 | 50e           | opgave               | 50e            |                  | 51e             |  |              |

#### Resultaten in kleinere rondes
| Jaar | Tour Down Under | Ronde van de VAE | Parijs-Nice | Tirreno-Adriatico | Ronde van Romandië | Ronde van Californië | Critérium du Dauphiné | Ronde van Polen | Benelux Tour |
| ---- | --------------- | ---------------- | ----------- | ----------------- | ------------------ | -------------------- | --------------------- | --------------- | ------------ |
| 2019 |                 |                  |             |                   |                    | 60e                  |                       |                 |              |
| 2020 | 81e             |                  |             | 109e              |                    |                      |                       |                 |              |
| 2021 |                 | 29e              |             |                   |                    |                      | 42e                   | 117e            | opgave       |
| 2022 |                 | 113e             |             | 139e              |                    |                      |                       |                 |              |
| 2023 |                 | 35e              | 68e         |                   | 35e                |                      | 55e (1)               |                 | 12e          |
| 2024 |                 | 15e              |             | 15e               |                    |                      |                       |                 | 54e          |
| 2025 |                 | 112e             |             |                   |                    |                      |                       |                 |              |

## Ploegen
- 2017 –  Team Giant-Castelli
- 2018 –  Hagens Berman Axeon
- 2019 –  Hagens Berman Axeon
- 2020 –  UAE Team Emirates
- 2021 –  UAE Team Emirates
- 2022 –  UAE Team Emirates
- 2023 –  UAE Team Emirates
- 2024 –  UAE Team Emirates
- 2025 –  UAE Team Emirates

Almeida · Anderson · Barta · Bennett · Bjerg · Blevins · Brown · Costa · Davis · Garrison · Mostov · I. Oliveira · R. Oliveira · Philipsen · Revard · Rice · Zijlaard
Ardila · Aru · Bjerg · Bohli · Bystrøm · Conti · Costa · Covi · De la Cruz · Dombrowski · Formolo · Gaviria · Henao · Kristoff · Laengen · Marcato · McNulty · Mirza · Molano · Muñoz · I. Oliveira · R. Oliveira · Philipsen · Pogačar · Polanc · Ravasi · Raboesjenka · Richeze · Troia · Ulissi
Ardila · Ayuso (vanaf 15 juni) · Bjerg · Bystrøm · Conti · Costa · Covi · De la Cruz · Dombrowski · Fisher-Black (vanaf 14 juli) · Formolo · Gaviria · Gibbons · Hirschi · Kristoff · Laengen · Majka · Marcato · McNulty · Mirza · Molano · Muñoz · I. Oliveira · R. Oliveira · Pogačar · Polanc · Raboesjenka · Richeze · Trentin · Troia · Ulissi· Groß (stagiair)
Ackermann · Almeida · Ardila · Ayuso · Bennett · Bjerg · Brunel (tot 2/6) · Costa · Covi · Fisher-Black · Formolo · Gaviria · Gibbons · Groß · Hirschi · Hodeg · Laengen · Majka · McNulty · Mirza · Molano · I. Oliveira · R. Oliveira · Pogačar · Polanc · Richeze · Soler · Suter · Trentin · Troia · Ulissi · Andersen (stagiair) · Kluckers (stagiair) · Knight (stagiair)
Ackermann · Almeida · Ayuso · Bax · Bennett · Bjerg · Christen (vanaf 1/8) · Covi · Fisher-Black · Formolo · Gibbons · Groß · Großschartner · Hirschi · Hodeg · Laengen · Majka · McNulty · Molano · Novak · I. Oliveira · R. Oliveira · Pogačar · Polanc (tot 15/5) ·  Soler · Trentin · Ulissi · Vine · Vink · Wellens · Yates · Glivar (stagiair)
Almeida · Arrieta · Ayuso · Baroncini · Bax · Bjerg · Christen · Covi · del Toro · Fisher-Black · Großschartner · Hirschi · Hodeg · Laengen · Majka · McNulty · Molano · Morgado · Novak · I. Oliveira · R. Oliveira · Pogačar · Politt · Sivakov · Soler · Ulissi · Vine · Vink · Wellens · Yates